# クライング フリー セックス
『クライング フリー セックス』（CRYING FREE SEX）は、2018年の日本の短編映画。ゆうばり国際ファンタスティック映画祭出品常連の岩崎友彦が監督を務めたセックスコメディ・アクション映画である。キャッチコピーは「濃密な901秒の映画体験。」。
ゆうばり国際ファンタスティック映画祭などの国内外の映画祭に出品されたのち、15分の短編映画ながら2018年9月8日より単独での劇場公開が行われた。
映倫の審査を受けていない作品だが、上映館の自主規制で15歳未満の鑑賞を禁止している。

## ストーリー
ある秘密組織に潜入中のコブラ（マイケル・ファンコーニ）とナオミ（合アレン）は、作戦遂行の朝につい盛り上がって性交してしまい、コブラの性器の特徴ゆえ、そのまま抜けなくなってしまう。2人はほぼ裸でつながったまま駅弁スタイルで敵と戦うことになる。
手枷や足枷ならぬ、膣枷でつながったままアクションという、非常に馬鹿げたシチュエーションを至って真面目にハリウッド的な話法で描く。

## キャスト

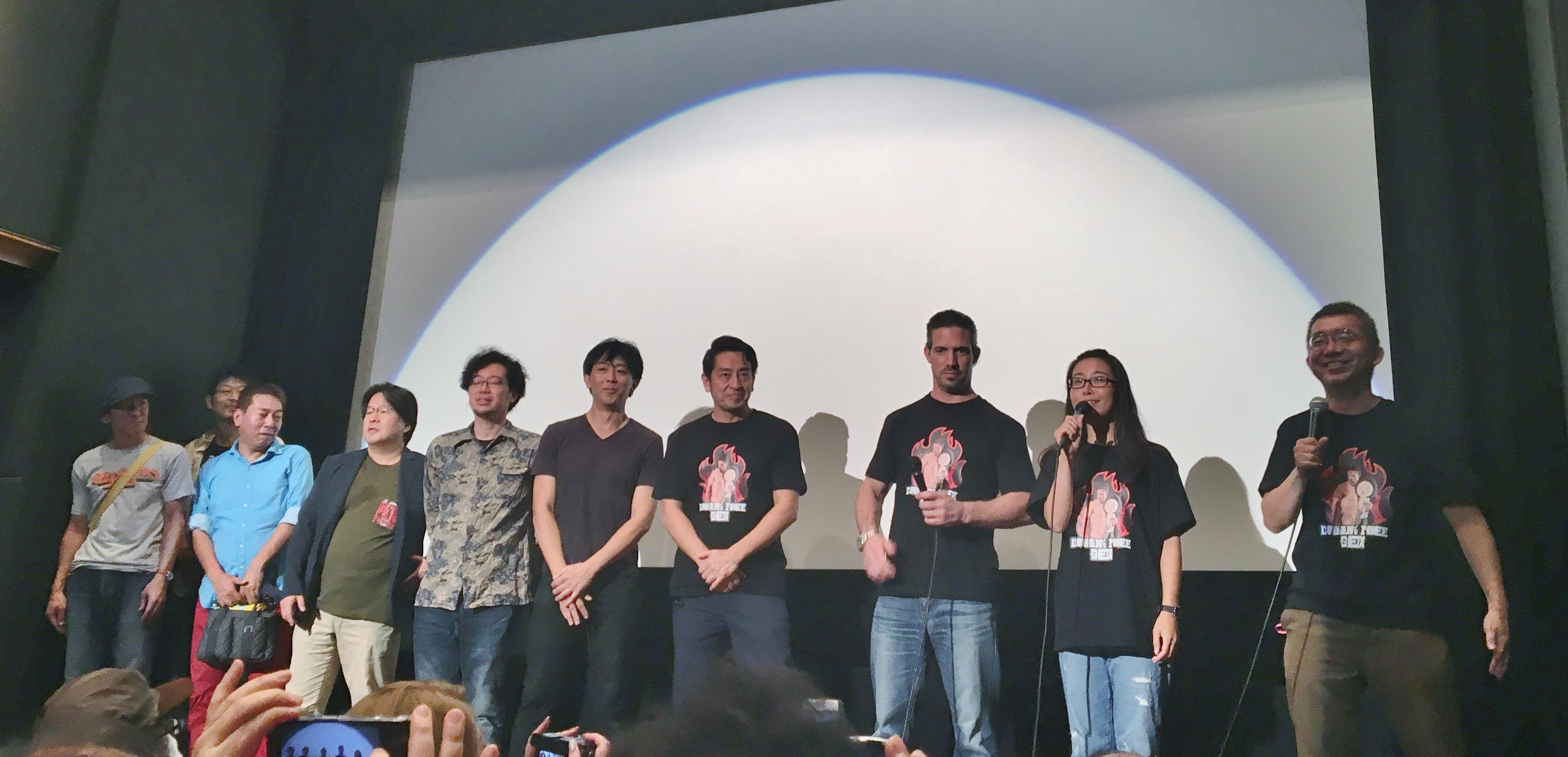
K's cinema公開初日の舞台挨拶
右から、岩崎友彦、合アレン、マイケル・ファンコーニ、木村圭作、熊王涼ほか

- ナオミ：合アレン
- コブラ：マイケル・ファンコーニ
- 亀頭：高木公佑
- エミ：鈴木佳恵
- 整備兵：ブエノ
- 兵士：真砂豪、ぬら田CAGE
- ギドラ：木村圭作

## スタッフ
- 監督・脚本・編集：岩崎友彦
- 撮影監督：野火明
- アクション監督：熊王涼
- VFX：内田剛史
- 音楽：hoto-D
- エンディグテーマ作詞・作曲・歌唱：谷洋幸[6]

## 製作
監督の岩崎によると、本企画のアイディア自体はかなり前から思いついていたものの、演じてくれる俳優が見付からず制作を断念していた。岩崎の前作『手のひらに太陽を』に出演した合アレンに本企画を持ちかけたところ、合がコメディ好きであったことと、役として脱ぐことに抵抗がなかったことから快諾。合が私生活でのパートナーでもあるマイケル・ファンコーニに共演を持ち掛け、ファンコーニもコメディ好きであったことから快諾された。また、ファンコーニは格闘技の経験者でもあったことから体力があり、女性を抱えたままでのアクションに適していた。
撮影期間は3日間で、撮影中に生まれたつながったままアクションのアイディアも取り入れられていったという。2018年1月に完成。なお、本作の撮影後に合とファンコーニは籍を入れている。
本作は長編のパイロット版的な意味合いで制作したと岩崎は語っており、ナオミの青春時代や、ナオミとコブラのその後などを描いた長編化の構想があるとしていた。合も長編化に積極的であり、予算5000万円を目指してアメリカで営業しているという。

## 封切り
以下の映画祭に出品され、上映された。
- ゆうばり国際ファンタスティック映画祭2018（日本） - ワールドプレミア上映[2]
- ブリュッセル国際ファンタスティック映画祭2018（ベルギー） - インターナショナルプレミア上映[9]
- 第22回富川国際ファンタスティック映画祭（韓国）[10]
- 2018 Fantosfreak Festival（スペイン）[11]
- ヌーシャテル国際ファンタスティック映画祭（英語版）2018（スイス）[12]
- バツ映画祭 Vol.1（アメリカ）[13]
- おっぱいと血の国際映画祭2018（アメリカ）[14]

映画祭以外では、2018年5月8日にLOFT9 Shibuyaで開催された監督・岩崎の上映会イベント「ファンタスティック岩崎友彦!」で上映された。その後、K's cinema（新宿）にて同年9月8日から1週間限定で1日2回、15分の短編映画としては異例である単独でのロードショー公開が行われ、シネマスコーレ（名古屋）では同年10月6日から2週間限定、シネマ・ジャック&ベティ（横浜）では同年12月22日から2週間限定で公開された。2019年はシアターセブン（大阪）にて4月から上映された。
シネマ・ジャック&ベティでの公開期間中、12月23日・26 - 28日・1月2日の4日間は、監督の岩崎の過去作品『帰ラないマン』が本作上映前に併映された。
2019年7月8日には、U-NEXTにて配信が開始。

## 作品の評価
単独での劇場公開にあたり、映画監督の西村喜廣や上田慎一郎らがコメントを寄せ、「面白いよ、オモシレー! だけど、そこまで自分の欲望を出すか? ストレートすぎるだろ!」「なんてくだらないんだ!と多幸感でいっぱいになった」などとインディーズ映画ならではのバカらしさが称賛されている。
おっぱいと血の国際映画祭での招待上映時には、監督の岩崎にBEST psychotronic short賞が贈られている。

### 動員
K's cinemaでは1日に昼と夕の2回、1週間で計14回の上映が行われたが、9月8日昼、9日昼、14日昼の回が満席（84席）となり、累計868人の動員を記録した。
シネマスコーレでは2週間で計14回の上映が行われ、累計272人の動員を記録しており、通算で1千人以上の動員を記録したことになる。シネマ・ジャック&ベティでの公開以後の動員数は公表されていない。

## クライング フリー セックス Never Again!
『クライング フリー セックス Never Again!』（CRYING FREE SEX Never Again!）は、2019年の日本の中編映画。前作同様岩崎友彦が監督を務めたセックスコメディ・アクション映画である。
2018年10月28日、公式ツイッターにて続編の撮影準備中であることがツイートされ、11月27日よりCAMPFIREにて続編『クライング フリー セックス 〜Never Again!』のクラウドファンディングが開始された。なお、目標金額140万円に対し、37万円程度にとどまった。
2019年のゆうばり国際ファンタスティック映画祭2019にてワールドプレミア上映が行われ、同年11月9日よりK's cinema（新宿）にて1週間限定で劇場公開。前作『クライング フリー セックス』と併映される。

### キャスト（Never Again!）
- ナオミ：合アレン
- コブラ：マイケル・ファンコーニ
- ギドラ：木村圭作
- ディックフェイス：高木公佑
- 若林美保
- 海道力也
- 真砂豪
- 熊王涼
- 新維ジン
- 豊岡んみ

### スタッフ（Never Again!）
- 監督・脚本・編集：岩崎友彦
- プロデューサー：合アレン
- アソシエイトプロデューサー：篠崎典子
- アシスタントプロデューサー：真砂豪
- 撮影監督：道川昭如
- 助監督・アクション監督：熊王涼
- 撮影助手：杉崎智久
- VFX・録音：内田剛
- VFX：内田剛史
- プロダクションマネージャー：新維ジン
- 音楽：hoto-D
- 主題歌：谷洋幸

## スペースクライングフリーセックス
『スペースクライングフリーセックス』（SPACE CRYING FREE SEX）は、2022年の日本の映画。これまで同様岩崎友彦が監督を務めたセックスコメディ・アクション映画であり、シリーズの完結編となる。本作は本編60分の長編作品となった。

## コラボレーション
- 東京都武蔵村山市の自動車整備工場「ネオライフ」のマスコットキャラクター「あぷちん」が当映画仕様の「ナオミあぷちん」となって、そのイラストが使われたTシャツやステッカーの物販が行われた[28]。当初は劇場限定での販売だったが、2018年12月28日より「ネオライフ」のオンラインショップ上での販売が開始された[29]。
- 新宿三丁目の「Bar DUDE」ではK's cinemaでの上映期間限定で当映画のタイトルを冠したオリジナルカクテルが提供された[30]。